# 7886 Redman
7886 Redman eller 1993 PE är en asteroid i huvudbältet som upptäcktes den 12 augusti 1993 av den kanadensiska astronomen David D. Balam vid Climenhaga-observatoriet. Den är uppkallad efter Roderick O. Redman och Russell O. Redman.
Asteroiden har en diameter på ungefär 4 kilometer.